# Stalisfield
Stalisfield es una parroquia civil del distrito de Swale, en el condado de Kent (Inglaterra).

## Geografía
Según la Oficina Nacional de Estadística británica, Stalisfield tiene una superficie de 9,47 km².

## Demografía
Según el censo de 2001, Stalisfield tenía 208 habitantes (45,67% varones, 54,33% mujeres) y una densidad de población de 21,96 hab/km². El 23,08% eran menores de 16 años, el 68,27% tenían entre 16 y 74 y el 8,65% eran mayores de 74. La media de edad era de 38,85 años. Del total de habitantes con 16 o más años, el 20% estaban solteros, el 67,5% casados y el 12,5% divorciados o viudos.
El 94,69% de los habitantes eran originarios del Reino Unido. El resto de países europeos englobaban al 2,42% de la población, mientras que el 2,9% había nacido en cualquier otro lugar. Según su grupo étnico, el 98,55% eran blancos y el 1,45% asiáticos. El cristianismo era profesado por el 73,66% y cualquier otra religión, salvo el budismo por el 0%, el hinduismo, el judaísmo, el islam y el sijismo, por el 1,95%. El 12,68% no eran religiosos y el 11,71% no marcaron ninguna opción en el censo.
98 habitantes eran económicamente activos, 92 de ellos (93,88%) empleados y 6 (6,12%) desempleados. Había 83 hogares con residentes y ninguno vacío.